# 東武医学技術専門学校
東武医学技術専門学校（とうぶいがくぎじゅつせんもんがっこう）は、埼玉県さいたま市岩槻区大字飯塚にあった、臨床検査技師（国家資格）を養成する医療系の専門学校。

## 沿革
- 1970年（昭和45年）12月 - 埼玉県岩槻市（現・さいたま市岩槻区）に校舎を設立。名称を東武医学技術専門学校とする。
- 1971年（昭和46年）3月 - 臨床検査技師学校養成所指定規則に合致するものとして、厚生大臣（現厚生労働大臣）の指定を受け開校。
- 1978年（昭和53年）3月 - 学校教育法（昭和22年法律第26号）第82条の8第1項の規定に合致し専修学校となる。
- 1986年（昭和61年）3月 - 私立学校法（昭和24年法律第270号）第64条第５項の規定に合致し学校法人となる。
- 1989年（平成元年）12月 - 新校舎完成。
- 1995年（平成7年）8月 - 創立25周年記念式典挙行。
- 2010年（平成22年）11月 - 創立40周年記念式典挙行。
- 2014年（平成26年）5月 - グラウンド落成。
- 2022年（令和4年）4月 - 募集停止。浦和学院専門学校に統合した上で（同時に国際医療専門学校に校名変更）、同校に臨床検査学科を新設。

## 設置学科
- 臨床検査科（昼間、3年制、男・女、1学年80名）

### 取得資格について
- 卒業時に臨床検査技師国家試験の受験資格を取得することができる。

## 交通アクセス
- 東武野田線（東武アーバンパークライン）岩槻駅東口より、朝日バス越谷駅西口行きまたはしらこばと水上公園行きに乗車、約10分。
- 東武伊勢崎線（東武スカイツリーライン）越谷駅西口より、朝日バス岩槻駅東口行に乗車約25分。

※いずれも「東武医学技術専門学校」（閉校後、「東飯塚」に改称）下車

## 公式サイト
- “東武医学技術専門学校”. 2021年7月21日時点のオリジナルよりアーカイブ。2022年7月13日閲覧。